# Blechnum acutum
Blechnum acutum là một loài thực vật có mạch trong họ Blechnaceae. Loài này được (Desv.) Mett. mô tả khoa học đầu tiên năm 1864.